# سیارک ۱۰۶۸۱۷
سیارک ۱۰۶۸۱۷ (به انگلیسی: 106817 Yubangtaek، نامگذاری:2000XC44) صد و شش هزار و هشتصد و هفدهمین سیارک کشف شده‌است که در ۶ دسامبر ۲۰۰۰ کشف شد.